# D.C.III P.P. 〜ダ・カーポIII プラチナパートナー〜
『D.C.III P.P. 〜ダ・カーポIII プラチナパートナー〜』は、CIRCUSより2014年4月25日に発売された恋愛アドベンチャーゲーム。

## 概要
『D.C.III 〜ダ・カーポIII〜』本編後の初音島編を描いた1年間の物語であり、「完全新作」作品と紹介された。当初は『D.C.III P2 〜ダ・カーポIII プラチナパートナー〜』の名称で2013年4月26日に発売が予定されていたが、2012年12月28日に内容および仕様の変更により発売を延期することが発表された。
同梱特典として、特製カレンダーブック28P、公式新聞部メタルチャームキーホルダー5個セット（森園立夏、芳乃シャルル、葛木姫乃、瑠川さら、陽ノ下葵）、「ヴァイスシュヴァルツ」PRカード、「ChaosTCG」PRカードが同梱される。

## 登場人物
芳乃 清隆
声 - なし
森園 立夏
声 - 芹なづな
芳乃 シャルル
声 - 藤邑鈴香
葛木 姫乃
声 - 森谷こころ
瑠川 さら
声 - 高梨琉衣
陽ノ下 葵
声 - 綾木さゆ
杉並
声 - 岸尾だいすけ
美琴
声 - 水沢美音
江戸川 耕助
声 - 米良奏真
江戸川 四季
声 - かがみありす
天枷 美夏
声 - かがみありす
小鳥遊 夕陽
声 - 小倉結衣
小日向 ゆず
声 - 宮代ゆず
芳乃さくら
声 - 北都南
雪村 すもも（ゆきむら すもも）
声：松山紗香（ドラマCD） / 白月かなめ
本作で初登場。
清隆たち付属3年2組のクール系委員長。演劇部所属。児童養護施設出身で杏の養女。杏曰く、おばあちゃんと同じ名前で運命を感じたからとのこと。美琴の親友だが、どっちかと言えば飼い主のような関係。養母の杏に負けず劣らずの毒舌家。清隆と一緒になって美琴をいじって楽しんでいる。クールに見えて、実はドジッ娘。
上野 陽子（うえのようこ）
声：羽鳥いち
本作で初登場。
本校2年2組、ソフトボール部部長であるちびっこ元気少女。喜怒哀楽がわかりやすく人懐っこいので小さい容姿と相まってみんなの人気者。マスコットのような扱いだが、努力も怠らないので、キャプテンとしての人望は高い。そんな性格なので、温情は認めないが、努力する人に協力は惜しまない。一方で可愛いと言われると反論したくなる一面もある。
正義の魔法使い
声：眞田朱音（ドラマCD） / 上田朱音
本作で初登場。
自分のことを「正義の魔法使い」と名乗る謎の女の子。音姫と似た大きなピンクのリボンをしている。立夏ルートにのみ登場。「正義の魔法使い」としての役目から清隆達に厳しい態度で接し、清隆と立夏に警告のような一言を残す。役目には忠実で、清隆には先代から「誰かを犠牲にするような解決方法は決してするな」という言いつけを守り、記憶を封じるという解決策をとった立夏の記憶を戻すための助言を与える。

## 主題歌
オープニングテーマ「Platinum Days」
作詞 - rino / 作曲 - yozuca* / 編曲 - Scuderia K / 歌 - yozurino*
エンディングテーマ「桜色の願い」
作詞・作曲 - rino / 編曲 - 長田直之 / 歌 - CooRie
挿入歌「Merry?Merry?Merry!」
作詞 - 橋本みゆき / 作曲 - 原田篤 / 編曲 - 酒井拓也 / 歌 - 橋本みゆき
挿入歌「Silent Wish」
作詞 - rino / 作曲・編曲 - 酒井拓也 / 歌 - 桜川めぐ
挿入歌「タイムカプセル」
作詞・作曲 - yozuca* / 編曲 - 東タカゴー / 歌 - 新田恵海
挿入歌「my happy days」
作詞・作曲 - yozuca* / 編曲 - 長田直之 / 歌 - yozuca*

## 関連商品

### CD
『D.C.III P.P. 〜ダ・カーポIII プラチナパートナー〜』の主題歌を収録したボーカルミニアルバムが2014年6月25日にランティスから発売された。
収録曲
1. Platinum Days（歌：yozurino*）
2. Merry?Merry?Merry!（歌：橋本みゆき）
3. Silent Wish（歌：桜川めぐ）
4. タイムカプセル（歌：新田恵海）
5. my happy days（歌：yozuca*）
6. 桜色の願い（歌：CooRie）